# Zarándokatyák
A zarándokatyák azon angol keresztény puritánok megnevezése volt, akik 1620-ban elhagyták Angliát, majd a Mayfloweren átkeltek Amerikába és megalapították a Plymouth kolóniát a későbbi Massachusetts területén.

## Történet
A 17. század elején I. Jakab, Anglia újdonsült királya kijelentette, hogy a puritánokat „alkalmazkodás”-ra bírja, vagy „kiűzi... az országból, vagy még ennél is rosszabb”-at tesz. Az üldözöttek semmi jelét nem látták annak, hogy sorsuk később javulni fog. Sokan arra a meggyőződésre jutottak, hogy azoknak, akik hitüket meg akarják tartani, „Anglia örökre megszűnik lakható hely lenni”.
Egy csoportjuk 1607-ben vagy 1608-ban Hollandiába menekült, mivel ez az ország biztosította a vallásszabadságot. Itt Leiden városában éltek. Idővel azonban a hollandiai állapotok is zavarták a hitéletüket, ezért úgy döntöttek hát, hogy átkelnek az Újvilágba. Vállalták, hogy szembenézzenek a hosszú tengeri út veszélyeivel és hogy egy ismeretlen földön kezdjenek új életet. Tudták, hogy csak zarándokok e földön, így nem nagyon törődtek vele, hogy hol élnek majd. A csoport tagjai „zarándokatyák” néven lettek ismeretesek, mely az újszövetségi Zsidó levél 11,13-ból ered.
Százketten voltak, de egy gyermek is született a tengeren. Az Új-Plymouth kolóniát 1620-ban alapították, és Amerikában a második sikeres angol település lett, a virginiai Jamestown (”James Fort”) 1607-es alapítása után.
Amikor Európában elterjedt a hír, hogy van egy föld, ahol minden ember élvezheti saját munkájának gyümölcsét, és szabadon követheti lelkiismereti meggyőződéseit, ezrek özönlöttek az Újvilág partjai felé. A kolóniák rohamosan megsokszorozódtak. „Massachusetts külön törvény alapján, közköltségen szabad befogadást és segítséget kínált minden kereszténynek, aki átkel az Atlanti-óceánon, hogy megmeneküljön a háborútól vagy az éhínségtől, vagy üldözői elnyomásától – bármelyik ország polgára is. Így lettek a menekültek és leigázottak az államközösség törvényes vendégei.” A plymouth-i első partraszállás után húsz évvel már 20 ezer telepes volt Új Angliában. 